# Die Gefangene des Ku-Klux-Klan
Die Gefangene des Ku-Klux-Klan (Originaltitel: Storm Warning) ist ein US-amerikanischer Film von Stuart Heisler aus dem Jahr 1951. Seine Premiere hatte der Film in den USA am 17. Januar 1951 in Miami Beach, Florida. In der Bundesrepublik Deutschland wurde er erstmals am 7. Mai 1959 in den Kinos gezeigt.

## Handlung
Aus beruflichen Gründen ist Marsha Mitchell mit ihrem Mann auf dem Weg nach Riverpoint. Sie nutzt die Möglichkeit auf einen Zwischenstopp in Rock Point, um ihre frisch verheiratete Schwester Lucy zu besuchen, welche sie seit zwei Jahren nicht mehr gesehen hat. Telefonisch gelingt es ihr nicht, Lucy zu erreichen, daher will sie ihre Schwester auf der Arbeit, einem Vereinslokal überraschen. An einem Schnellimbiss wird sie von einem Taxifahrer unfreundlich abgewiesen und aufgefordert zu gehen, da jetzt geschlossen wird. Auf dem Weg zu Lucy bemerkt Marsha, dass alle Läden in der Gegend geschlossen sind und sich kein Mensch auf der Straße befindet. Die Stille wird urplötzlich gestört, als eine Gruppe Klansleute einen Mann aus dem Gefängnis zerren und auf offener Straße erschießen. Nachdem die Männer ihre Masken abgenommen haben, flüchtet die Gruppe, ohne Marsha zu entdecken. Entsetzt rennt Marsha zum Vereinsheim. Lucy freut sich riesig über die Ankunft ihrer Schwester. Noch bevor Marsha von dem Mord berichten kann, erzählt Lucy von ihrer Schwangerschaft. Als Mordopfer vermutet Lucy den Zeitungsreporter Adams, der einen Bericht über den Klan schreiben wollte.
Bei der Untersuchung des Tatorts fällt Staatsanwalt Rainly auf, dass alle Läden heute ungewöhnlich früh geschlossen haben. Nach dem Verhör der überfallenen Polizisten fällt der Verdacht auf den Klan. Rainly sieht sich in einer ausweglosen Situation, da beim Mitwirken des Geheimbundes immer alle eingeschüchtert sind. Lucy hat ihre Schwester mittlerweile nach Hause mitgenommen. Sie kann es kaum erwarten, Marsha ihren Ehemann Hank vorzustellen. Als dieser eintrifft, erkennt Lucy das Hank einer der beiden Schützen und damit ein Mörder ist. Sie schweigt zunächst, auch als Lucy ihrem Mann erzählt, dass Marsha Zeugin des Mordes war. Hank spielt die Sache herunter. Er stellt die Vermutung auf, dass die vermutlichen Klansleute den Mann nur aus Versehen getötet haben. Schließlich rückt Marsha mit ihrer Beobachtung des Mordes raus. Hank streitet zunächst alles ab, als Marsha ihm aber weitere Details der Tat präsentiert, schlägt sein Verhalten in Verzweiflung um. Hank beteuert zu der Tat gezwungen worden zu sein. Lucy glaubt ihm. Marsha verspricht, den nächsten Bus zu nehmen und ihrer Schwester zuliebe zu schweigen.
Inzwischen verhört Rainly den verdächtigen Fabrikbesitzer Barr auf der Bowlingbahn. Es ist ein offenes Geheimnis, das Barr das lokale Oberhaupt des Klans ist. Dieser bestreitet, mit dem Tod des Reporters etwas zu tun zu haben. Nachdem Rainly die Bowlingbahn verlassen hat, erzählt Hank Barr, der als zweiter Schütze sehr wohl beteiligt war, von seiner Schwägerin. Er verspricht, sich um den Fall zu kümmern und dafür Sorge zu tragen, dass seine Schwägerin die Stadt verlässt. Die Staatsanwaltschaft verhindert Marshas Abreise allerdings. Aufgrund ihrer Ankunftszeit in der Stadt wird sie als mögliche Zeugin befragt. In dem Verhör beschreibt Marsha die Mörder als Mitglieder des Klans, verschweigt aber wie versprochen weitere Details. Rainly überzeugt die junge Frau zu einer Aussage vor Gericht.
Im Falle der Anklage des Klans fürchtet Barr ein negatives Image und die Beschuldigung an weiteren Verbrechen. Somit setzt er Marsha unter Druck und verlangt, dass sie die Aussage, dass es der Klan war, nicht im Zeugenstand aussagt. Sollte Marsha den Klan beschuldigen, würde er Hank die volle Schuld an dem Mord geben. Da die verzweifelte Lucy immer noch zu ihrem Mann hält, willigt Marsha ein. Das Gerichtsverfahren wird von einem Menschenauflauf begleitet. Viele Bürger bangen, dass sich Angehörige oder Freunde als Mitglieder des Klans schuldig gemacht haben könnten. Die befragten Zeugen schützen sich allerdings gegenseitig. Die Geschäftsleute geben einheitlich an, in der Tatnacht aufgrund der kranken Ehefrauen früher geschlossen zu haben. Marsha sagt im Zeugenstand aus, die Schüsse gehört aber nichts weiter gesehen zu haben. Auch das massive Bitten Rainlys zur Wiederholung der Aussage aus seinem Büro bleibt erfolglos. Somit wird der Täter als unbekannt deklariert und eine weitere Verfolgung des Klans ausgeschlossen.
Marsha möchte die Stadt zeitnah verlassen. Während sie packt, baggert Hank der festen Überzeugung, dass seine Schwägerin für ihn gelogen hat, sie an. Als Marsha den betrunkenen Hank abweist, versucht dieser sie zu vergewaltigen. Das kann nur durch Lucys Erscheinen verhindert werden. Lucy wird sich nun über das wahre Wesen ihres Ehemannes klar und beschließt, ihn zu verlassen. Marsha droht Hank mit der Richtigstellung ihrer Aussage bei der Polizei. Der so in die Enge getriebene Hank schlägt Marsha bewusstlos und bringt sie zum Versammlungsort des Klans. Barr, der gerade in der Vereidigung neuer Mitglieder ist, erkennt sofort, warum Marsha ihre Aussage plötzlich ändern will. Als sich die Gefangene weigert, dem Klan die Treue zu schwören, wird sie öffentlich vor den anwesenden Klansleuten ausgepeitscht. Von Lucy benachrichtigt, trifft Reiny mit einigen Polizisten am Versammlungsort ein. Die gedemütigte Marsha identifiziert nun öffentlich Hank und Barr als Mörder. Barr beschuldigt seinerseits Hank als alleinigen Mörder. Als Hank versucht, Marscha zu erschießen, tötet er versehentlich seine schwangere Frau, bevor er von der Polizei getötet wird. Geschockt verlassen die Klansmitglieder eilig den Versammlungsort und lassen Barr in den Händen der Staatsanwaltschaft zurück.

## Rezeption
Das Lexikon des internationalen Films bewertete das Werk als eine „abgesehen von der fesselnden Anfangsszene eine eher billige und enttäuschende Kriminalstory“.

## Synchronisation
Die deutsche Synchronbearbeitung entstand 1959 bei der Riva Synchron GmbH München.
| Darsteller        | Synchronsprecher  | Rolle           |
| ----------------- | ----------------- | --------------- |
| Ginger Rogers     | Marianne Kehlau   | Marsha Mitchell |
| Ronald Reagan     | Niels Clausnitzer | Burt Rainey     |
| Doris Day         | Ursula Traun      | Lucy Rice       |
| Steve Cochran     | Friedrich Joloff  | Hank Rice       |
| Hugh Sanders      | Wolf Martini      | Charlie Barr    |
| Raymond Greenleaf | Walter Holten     | Faulkner        |
| Paul E. Burns     | Anton Reimer      | Frank Hauser    |
| Edward Hears      | Erik Jelde        | Mr. Rainey      |
| David McMahon     | Horst Sommer      | Taxifahrer      |
| n.n.              | Erich Ebert       | Reporter        |

## Deutsche Veröffentlichung und Titel
Einige Quellen, wie auch die seit Oktober 2018 erhältliche deutsche DVD geben fälschlicherweise den Titel des Films mit Der Gefangene des Ku-Klux-Klan an. Sowohl die zeitgenössischen Kinoaushangfotos, wie auch die Illustrierte Filmbühne Nr. 4771 verwenden die weibliche Form.